# Alue Ie Mirah (Pante Bidari)
Alue Ie Mirah is een bestuurslaag in het regentschap Aceh Timur van de provincie Atjeh, Indonesië. Alue Ie Mirah telt 1132 inwoners (volkstelling 2010).